# Código de Ética Profissional do Psicólogo
O Código de Ética Profissional do Psicólogo é um código que visa alinhar as regras éticas e princípios que norteiam a prática profissional do psicólogo em todo o território nacional, estabelecendo padrões quanto às práticas da respectiva categoria profissional e pela sociedade.
Seu principal objetivo é de formar e manter um padrão de condutas de práticas que viabilizem o reconhecimento social da atuação do psicólogo norteando-se pelo respeito à idiossincrasia do sujeito humano e respeitando seus direitos fundamentais, baseados na Declaração Universal dos Direitos Humanos, seguindo as modificações que ocorrem  na sociedade.
A elaboração do último Código de Ética do Psicólogo ocorreu em agosto de 2005, pautando-se:
a. Na valorização dos princípios fundamentais que regem a relação do psicólogo com a sociedade, a profissão, as entidades profissionais e a ciência;
b. Na acessibilidade para a discussão de ideias, acerca dos limites e interseções relativos aos direitos individuais e coletivos, assim como com a sociedade, os colegas de profissão e os usuários ou beneficiários dos seus serviços;
c. Na inserção do psicólogo em diversos contextos institucionais e em equipes interdisciplinares;
d. Na busca por reflexões amplas, considerando a prática profissional como um todo.